# حنظلة
حنظلة أيقونة فلسطينية وهي أشهر الشخصيات التي رسمها ناجي العلي في كاريكاتيراته، وقدمها سنة 1969 بجريدة "السياسة الكويتية". ويمثل حنظلة صبياً في العاشرة من عمره. أصبح حنظلة بمثابة توقيع ناجي العلي كما أصبح رمزاً للهوية الفلسطينية، حتى بعد موت مؤلف الشخصية. ظلت شخصية حنظلة باقية لأنها تجاوزت قضية محدودة إلى دلالات إنسانية أوسع. ولم يقتصر في انتقاداته على إسرائيل وأمريكا، لكنه انتقد العرب بل حتى بعض الفلسطينيين.
يأتي الإسم من نبات الحنظل، وهو نبات معمر محلي في منطقة فلسطين يحمل ثمرة مرة، وينمو مرة أخرى عند قطعه وله جذور عميقة. يقول ناجي العلي أن الصبي ذا العشرة أعوام يمثل سنه حين أجبر على ترك فلسطين ولن يزيد عمره حتى يستطيع العودة إلى وطنه، يرتدي ملابس مرقعة وظهوره حافي القدمين يرمزان لإنتمائه للفقر.

## ظهوره

حنظلة يكتب ثورة حتى النصر

في سنة 1973 أدار ظهره للعالم مكتفا يديه خلف ظهره في أعقاب حرب 1973، رفضا للسياسات الأميركية لتسوية القضية الفلسطينية.
في سنة 1982 حين اجتاح الاحتلال الإسرائيلي لبنان، نشر ناجي العلي لوحته الشهيرة "صباح الخير يا بيروت"، يظهر فيها حنظلة وهو يقدم وردة إلى بيروت التي رسمها في شكل فتاة جميلة يكسو الحزن عينيها وتطل من فجوة جدار محطم.
في سنة 1987 ظهر حنظلة رامياً الحجارة (تجسيداً لأطفال الحجارة منذ الانتفاضة الأولى) وكاتباً على الحائط.

وعن حنظلة يقول ناجي: 
التقيت بالصدفة بالرسام ناجي …. كاره فنه لانه مش عارف يرسم.. وشرحلي السبب.. وكيف كل ما رسم عن بلد.. السفارة بتحتج..الإرشاد والانباء (الرقابة) بتنذر..قلي الناس كلها اوادم.. صاروا ملايكة.. وآل ما في أحسن من هيك.. وبهالحالة.. بدي ارسم بدي اعيش.. وناوي يشوف شغلة غير هالشغلة..قلتله أنت شخص جبان وبتهرب من المعركة.. وقسيت عليه بالكلام، وبعدما طيبت خاطرو.. وعرفتو على نفسي واني إنسان عربي واعي بعرف كل اللغات وبحكي كل اللهجات معاشر كل الناس المليح والعاطل والادمي والازعر.. كل الأنواع.. اللي بيشتغلوا مزبوط واللي هيك وهيك.. وقلتله اني مستعد ارسم عنه الكاريكاتير. كل يوم وفهمته اني ما بخاف من حدا غير من الله واللي بدوا يزعل يروح يبلط البحر.. وقلتلو عن اللي بيفكروا بالكنديشن والسيارة وشو يطبخوا اكتر من مابفكروا بفلسطين.. 

## صور

حنظلة يرفع الراية
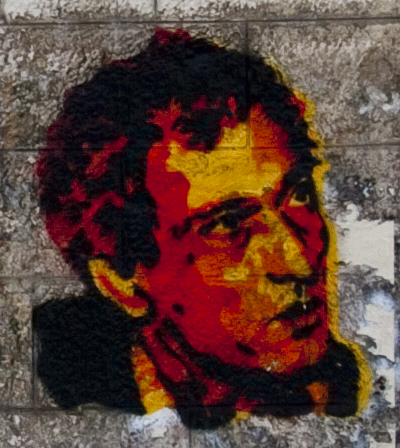
ناجي العلي صحافي فلسطيني، مبدع شخصية حنظلة